# Pomnik upamiętniający porwanie ks. Popiełuszki w Górsku
Pomnik upamiętniający porwanie ks. Popiełuszki w Górsku – pomnik upamiętniający porwanie ks. Jerzego Popiełuszki. Znajduje się on w lesie koło Górska, przy drodze krajowej nr 80 łączącej Toruń z Bydgoszczą.
Pomnik wykonano z żelbetu. Ma kształt pochylonego krzyża o wymiarach 8 m na 6 m. Pod krzyżem znajdują się słowa: Kto chce pójść za Mną, niech weźmie krzyż swój. Obok krzyża stoi figura Jezusa Chrystusa Frasobliwego.

## Historia
Idea powstania pomnika pojawiła się tuż po uprowadzeniu i zamordowaniu ks. Jerzego Popiełuszki przez funkcjonariuszy Służby Bezpieczeństwa 19 października 1984 roku. Projekt pomnika wybrano w tym samym roku, spośród trzech prac, które wpłynęły na konkurs ogłoszony przez komitet, której przewodniczącym był bp Marian Przykucki. Projekt opracował zespół warszawskich artystów w składzie: Anna i Krystian Jarnuszkiewiczowie, Grzegorz Kowalski i prof. Maciej Kysiak (będącym kierownikiem zespołu). W okresie komunistycznym władze kościelne bezskutecznie starały się uzyskać zgodę na postawienie krzyża w Górsku. Do komitetu budowy pomnika został wprowadzony ksiądz, będący tajnym współpracownikiem działającym pod pseudonimem Klemens. Miał za zadanie wpłynąć na zmianę projektu tak, by krzyż był jak najmniej okazały. Według donosów TW Klemensa, ks. Józef Nowakowski, prowadzący w Toruniu oddział Prymasowskiego Komitetu Pomocy dla Osób Represjonowanych, miał zachęcać duchownych, by w przypadku nieuzyskania zgody krzyż miał być postawiony nielegalnie. W przypadku jego usunięcia miał być stawiany kolejny.
W miejscu, gdzie obecnie znajduje się pomnik, stawiano drewniane krzyże, które regularnie usuwali funkcjonariusze Służby Bezpieczeństwa. Pierwszy krzyż postawiono 21 października 1984 roku. Został on usunięty po pięciu dniach. Aby utrudnić stawianie nowych krzyży, w miejscu, gdzie prawdopodobnie doszło do uprowadzenia, ustawiono znak zakazu zatrzymywania się i postoju na drodze i szerokich w tym miejscu poboczach. Zakaz był egzekwowany przez patrolujących drogę funkcjonariuszy Milicji Obywatelskiej.
Pomnik odsłonięto 25 listopada 2000 roku. Został on postawiony w miejscu, gdzie prawdopodobnie doszło do uprowadzenia. W 2015 roku pomnik odnowiono, a w pobliżu zbudowano parking.